# Yllenus rotundiorificus
Yllenus rotundiorificus är en spindelart som beskrevs av Logunov, Marusik 1999 [2000. Yllenus rotundiorificus ingår i släktet Yllenus och familjen hoppspindlar. Inga underarter finns listade i Catalogue of Life.